# Синицький Максим Стратонович
Макси́м Страто́нович Сини́цький (1882 — 17.04.1922) — український громадський і культурно-освітній діяч, за фахом правник. Член Української Центральної Ради.

## Біографія
Закінчив Подільську духовну семінарію (м. Кам'янець-Подільський), вчився в Дерптському університеті (нині м. Тарту, Естонія), арештований та засуджений. Згодом адміністратор («керуючий конторою») газети «Рада» у Києві. Склав державні іспити на присяжного повіреного (адвоката) і отримав посаду помічника судді. Активний в українському громадському житті, дійсний член товариства «Просвіти» в Києві (1905—1906), засновник (разом з В. Королевим (Старим) і М. Левицьким) і адміністративний керівник видавництва «Час» у Києві з 1908. Один найпомітніших діячів українського клубу «Родина». Член Української Центральної Ради від часу її створення. У березні 1917 разом з М. Грушевським, Д. Дорошенком, Хр. Барановським та ін. обраний членом Виконавчого губернського комітету Київщини.
З кінця квітня 1918 р. — гласний Київської міської думи від УПСФ.